# Veliko Golovode
Veliko Golovode (izvirno srbsko Велико Головоде) je naselje v Srbiji, ki upravno spada pod mesto Kruševac; slednja pa je del Rasinskega upravnega okraja.

## Demografija
V naselju živi 721 polnoletnih prebivalcev, pri čemer je njihova povprečna starost 41,4 let (40,2 pri moških in 42,5 pri ženskah). Naselje ima 233 gospodinjstev, pri čemer je povprečno število članov na gospodinjstvo 3,76.
To naselje je, glede na rezultate popisa iz leta 2002, večinoma srbsko.
|  |

| Demografija | Demografija     | Demografija     |
| Leto        | Št. prebivalcev | Št. prebivalcev |
| ----------- | --------------- | --------------- |
|             |                 |                 |
|             |                 |                 |
|             |                 |                 |
|             |                 |                 |
| 1948        | 687             |                 |
| 1953        | 717             |                 |
| 1961        | 745             |                 |
| 1971        | 759             |                 |
| 1981        | 845             |                 |
| 1991        | 885             | 869             |
| 2002        | 883             | 875             |
|             |                 |                 |

| Etnična sestava po popisu iz leta 2002 | Etnična sestava po popisu iz leta 2002 | Etnična sestava po popisu iz leta 2002 | Etnična sestava po popisu iz leta 2002 | Etnična sestava po popisu iz leta 2002 |
| -------------------------------------- | -------------------------------------- | -------------------------------------- | -------------------------------------- | -------------------------------------- |
| Srbi                                   | Srbi                                   |                                        | 870                                    | 99,42%                                 |
| Neznano                                | Neznano                                |                                        | 5                                      | 0,57%                                  |